# Расмус Палудан
Расмус Палудан (дан. Rasmus Paludan, (2 січня 1982 , North Zealandd )) — Данський адвокат і політик націонал-лібертаріанських поглядів. Засновник і лідер ультраправої партії "Жорсткий курс ".
Адвокат Расмус Палудан відомий численними антиісламськими відео. Публічно спалював Коран у районах проживання громад етнічних меншин, називаючи це даниною свободи слова. Його партія «Жорсткий курс» вимагає заборони ісламу та депортації з Данії всіх «незахідних осіб, яким надано притулок».

## Біографія

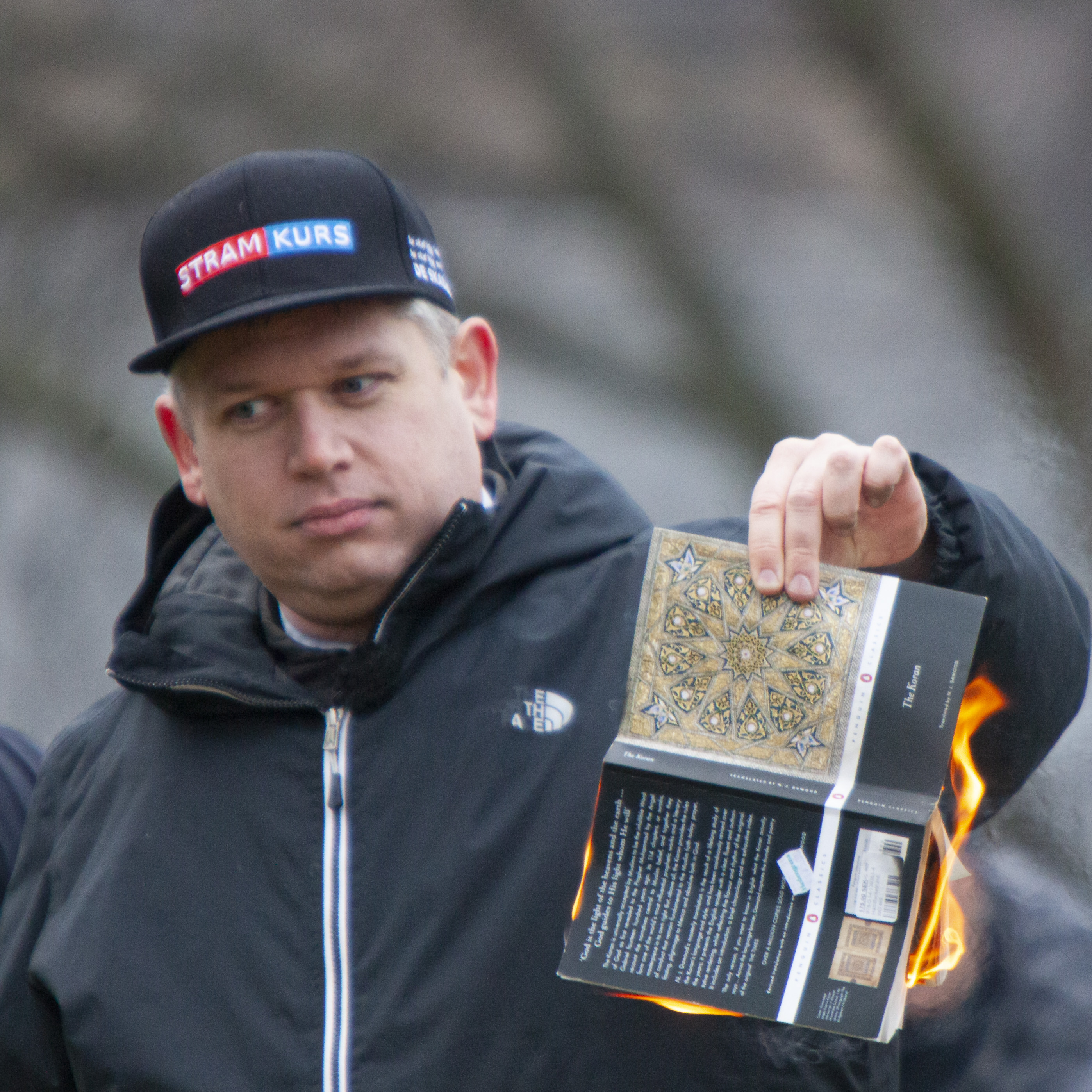
Расмус Палудан спалює Коран

Народився 2 січня 1982 року.
У 2008 році отримав ступінь з юриспруденції у Копенгагенському університеті.
З вересня 2016 року до лютого 2017 року був членом партії "Нові праві ", яка виступає за посилення міграційної політики. У 2017 році заснував партію «Жорсткий курс». Партія «Жорсткий курс» набрала 1,8 % голосів на парламентських виборах 5 червня 2019 року, що нижче відсоткового бар'єру в 2 % голосів, і не пройшла до парламенту Данії (фолькетинг).

### Ісламофобська діяльність
У 2018 році Палудан організував 53 антиісламські маніфестації у різних частинах Данії. Після того як Палудан кинув Коран на демонстрації партії 14 квітня 2019 року в Копенгагені, почалася бійка, яка переросла в заворушення, за яких було затримано 23 особи.
2019 року отримав умовний термін. Суд міста Нествед засудив у червні 2020 року Расмуса Палудана до місяця тюремного ув'язнення та ще двох місяців умовно за 14 різними звинуваченнями в расизмі, дифамації та небезпечному керуванні автомобілем. Палудан був засуджений за принизливі коментарі про мусульман у роликах, які розміщував у соціальних мережах партії «Жорсткий курс». Суд визнав його винним у образі жінки походження з Сомалі на демонстрації, яку Палудан назвав повією. Палудан був на три роки дискваліфікований як адвокат у кримінальних справах і на рік позбавлений прав керувати автомобілем. Палудан не прийшов до суду на оголошення вироку.
21 січня 2023 року Расмус Палудан провів акцію спалювання Корану перед посольством Туреччини у Стокгольмі. За даними шведського держтелеканалу SVT, спалити Коран перед посольством Туреччини в Стокгольмі запропонував Палудану журналіст Чанг Фрік, який гарантував Расмусу покриття всіх пов'язаних із цим витрат. Це обурило Туреччину та спричинило наслідки щодо заявки Швеції на вступ до НАТО.
27 січня 2023 року Расмус Палудан спалив Коран під охороною поліції навпроти мечеті в Данії.